# Henri Chopin
Henri Chopin (18 de junho de 1922 – 3 de janeiro de 2008) foi um poeta do movimento avant-garde e músico.

## Biografia
Henri Chopin foi pouco conhecido, entretanto ele pode ser considerado uma figura chave noavant-garde francês do século XX. Conhecido primeiramente como um poeta concreto e poeta fonético, Henri Chopin criou um vasto repertório de gravações pioneiras usando apenas um antigo gravador, que armazenava todas as suas gravações em uma fita cassete. A sua ênfase no som é um lembrete de que a linguagem deriva tanto da tradição oral quando da literatura clássica, e da relação de balanço entre ordem e caos.
Chopin é significante, acima de tudo, por sua propagação diversificada de realização criativa, como também por sua posição como ponto focal de contato para a arte internacional. Como poeta, pintor, artista gráfico e designer, tipógrafo, editor independente, cineasta, radialista e promotor de artes, o trabalho de Henri Chopin é um barômetro das mudanças nos meios de comunicação europeus entre os anos 50 e 70.
Sua publicação e também design em revistas audio-visuais clássicas, como Cinquième Saison e OU, entre 1958 e 1974 (sendo que cada lançamento traziam gravações, textos e imagens), reuniu artistas e escritores contemporâneos da época, tais como Jiri Kolar, Ian Hamilton Finlay, Tom Phillips, Brion Gysin, William S. Burroughs, membros do Letrismo e do Fluxus, entre muitos outros.

### Ouça
- «Gravações de Henri Chopin.»